# Мар'янівська сільська рада (Бобринецький район)
| Мар'янівська сільська рада — колишній орган місцевого самоврядування у Бобринецькому районі Кіровоградської області з адміністративним центром у с. Мар'янівка. Сільській раді підпорядковані населені пункти: - с. Мар'янівка |

## Склад ради
Рада складалася з 12 депутатів та голови.

### Керівний склад ради
| ПІБ                         | Основні відомості                                                                                  | Дата обрання | Дата звільнення |
| --------------------------- | -------------------------------------------------------------------------------------------------- | ------------ | --------------- |
| Іваниця Василь Якович       | Сільський голова, 1963 року народження, освіта, безпартійний                                       | 26.03.2006   | 31.10.2010      |
| Іваниця Василь Якович       | Сільський голова, 1963 року народження, освіта середня загальна, член Партії регіонів              | 31.10.2010   | 25.01.2012      |
| Цидуляк Анатолій Михайлович | Сільський голова, 1962 року народження, освіта середня загальна, член Комуністичної партії України | 27.05.2012   |                 |

Примітка: таблиця складена за даними джерела

## Населення
Згідно з переписом УРСР 1989 року чисельність наявного населення села становила 359 осіб, з яких 158 чоловіків та 201 жінка.
За переписом населення України 2001 року в селі мешкало 369 осіб.

### Мова
Розподіл населення за рідною мовою за даними перепису 2001 року:
| Мова       | Відсоток |
| ---------- | -------- |
| українська | 96,21 %  |
| російська  | 2,98 %   |
| молдовська | 0,81 %   |